# Sturisoma lyra
Sturisoma lyra är en fiskart som först beskrevs av Regan, 1904.  Sturisoma lyra ingår i släktet Sturisoma och familjen Loricariidae. Inga underarter finns listade i Catalogue of Life.